# Campodolcino
Campodolcino est une commune italienne de la province de Sondrio, dans la région Lombardie.

## Administration
| Période                                  | Période  | Identité        | Étiquette                  | Qualité |
| ---------------------------------------- | -------- | --------------- | -------------------------- | ------- |
| 11 Juin 2017                             | en cours | Enrica Guanella | Campodolcino guarda avanti |         |
| Les données manquantes sont à compléter. |          |                 |                            |         |

### Hameaux
Tini, Strarleggia, Fraciscio, Motta, Prestone, Portarezza, Pietra, Acero, Corti, Splughetta et Ca' de Luch.

### Communes limitrophes
Madesimo, Piuro, San Giacomo Filippo.